# André Thome
Pour les articles homonymes, voir Thome.
Jules Eugène André Thome est un homme politique français né le 24 octobre 1879 à Paris et mort au champ d'honneur le 10 mars 1916 à Marre à proximité de Chattancourt (Meuse).

## Biographie
Docteur en droit en 1902, il s'inscrit au barreau mais n'exerce pas. Il est le petit-fils de Joseph Thome  (1809-1896) qui fit une fortune considérable en étant entrepreneur de travaux publics pour le plan d'urbanisme du baron Haussmann. Petit-neveu d'un fondateur de Saint-Gobain, il en devient administrateur et se consacre à la gestion de ses importants domaines agricoles. Il est maire de Sonchamp en 1908 et député de Seine-et-Oise de 1914 à 1916. Détaché sur sa demande à l'état-major d'une brigade (6e Dragons) pour être au plus près des combats, il est tué à l'ennemi le 10 mars 1916, à Marre à proximité de Chattancourt, lors de la bataille de Verdun. Il reçoit la Légion d'Honneur à titre posthume le 23 avril 1916.
Il est le père de Jacqueline Thome-Patenôtre (1906-1995), députée et ministre sous la IVe république. 

## Sources
- « André Thome », dans le Dictionnaire des parlementaires français (1889-1940), sous la direction de Jean Jolly, PUF, 1960 [détail de l’édition]